# Takara-jima
Takara-jima (jap. 宝島) – wyspa w archipelagu Tokara (Tokara-rettō), wchodzącego w skład archipelagu Nansei (Nansei-shotō), należy administracyjnie do prefektury Kagoshima, w Japonii.
Nazwa wyspy oznacza „wyspę skarbów” (宝 takara → skarb, 島 shima → wyspa). Na wyspie jest jedna osada, o takiej samej nazwie. Znajdują się tam także szkoła podstawowa i gimnazjum. Mieszkańcy wyspy utrzymują się głównie z rybołówstwa. Najwyższe wzniesienie o nazwie Imakira ma wysokość 292 m n.p.m. Na wyspę można się dostać jedynie promami z sąsiedniej wyspy Kotakara lub Amami.